# Saint-Ouen-du-Mesnil-Oger
 Saint-Ouen-du-Mesnil-Oger  es una población y comuna francesa, situada en la región de Baja Normandía, departamento de Calvados, en el distrito de Caen y cantón de Troarn.

## Demografía
| 206 | 164 | 127 | 121 | 146 | 147 |
| Para los censos de 1962 a 1999 la población legal corresponde a la población sin duplicidades (Fuente: INSEE [Consultar]) |     |     |     |     |     |